# Rauda Morcos
Rauda Morcos es una poeta, abogada y activista LGBTIQ palestina, que vive en Haifa, Israel. En 2003, un periódico nacional reveló que era lesbiana, lo que le supuso el despido de su trabajo, además de recibir agresiones físicas y ataques a su coche. Entonces creó Aswat, el primer grupo palestino dedicado a apoyar a las lesbianas.

## Trayectoria
En 2003, Morcos perdió su trabajo como educadora de jóvenes después de que la entrevistaran para Yedioth Ahronoth (un periódico sensacionalista israelí) sobre su poesía. El periodista prometió no revelar su orientación sexual, pero luego la señaló como lesbiana, lo que provocó que fuera agredida físicamente y que su coche sufriera daños en varias ocasiones. Morcos recibió amenazas anónimas y temía por su vida. Además, como consecuencia de su revelación como lesbiana, Morcos perdió su trabajo con jóvenes y se vio obligada a volver a casa de sus padres en Haifa.
En 2003 creó la organización Aswat ("Voces") formada por un grupo de mujeres homosexuales árabes que trabajan en diferentes niveles para sensibilizar a la opinión pública y crear un entorno seguro para las lesbianas y mujeres bisexuales, intersexuales, queer, transexuales, transgénero y  cuestionándose en la sociedad árabe y palestina. Con sede en Haifa, fue el primer grupo regional que ofreció apoyo a las lesbianas palestinas. Aswat celebró su primera conferencia en Haifa en 2007, con 350 asistentes.
En 2010 fundó la red MantiQitna (que significa "nuestra región" en árabe), una red de personas queers por la defensa de los derechos y las entidades sexuales en y de los países árabes.
Morcos estudió derecho, convirtiéndose en abogada especializada en derechos humanos, además de mediadora. Además, se formó en lingüística universal y estudios de literatura hebrea, además de hablar con fluidez tres idiomas.
Morcos fue asesora regional para organizaciones como Astraea Lesbian Foundation for Justice, Coalition of Women for Peace, Fondo Global para Mujeres, Human Rights Watch y Mama Cash. Desde 2012, trabajó como independiente para Hivos, una organización neerlandesa de ayuda al desarrollo, y cursaba estudios de Derecho en el Centro Académico Carmel de Haifa. También se convirtió en miembro del consejo asesor de GALE, una alianza global para la educación LGBT.

### Activismo
Adoptando una postura poscolonial, Morcos ha argumentado que las organizaciones de ayuda a los derechos humanos de los Estados Unidos y Europa occidental pueden ser condescendientes con las comunidades árabes. También ha llamado la atención sobre los vínculos entre la represión israelí de los palestinos y los homosexuales, criticando al movimiento israelí de derechos LGBT por no centrarse más en ello.
En 2008, Morcos denunció que los servicios de inteligencia israelíes en ocasiones chantajean a los homosexuales palestinos para que los delaten si no colaboran. Como activista LGBTIQ, Morcos ha realizado presentaciones en medios de comunicación y prensa, y conferencias académicas, a nivel local, nacional, regional e internacional.

## Reconocimientos
En mayo de 2006, la Comisión Internacional Gay y Lesbiana de Derechos Humanos (después OutRight Action International) entregó su Premio Felipa de Souza a Morcos, reconociendo su trabajo con Aswat. Fue la primera persona árabe en recibir ese reconocimiento.